# Khổng Phụ Gia
Khổng Phụ Gia (chữ Hán: 孔父嘉, 765 TCN - 710 TCN) họ Tử, tên Gia, tự Khổng Phụ, là cao tổ sáu đời của Khổng Tử, làm quan Đại phu nước Tống thời Xuân Thu. Ông là cháu chín đời của Vi trọng (em trai Vi tử Khải – thủy tổ nước Tống) và cháu sáu đời của Tống Mẫn công, vị quân chủ thứ năm của nước Tống.

## Thân thế và sự nghiệp
Năm Tống Tuyên công thứ 19 (729 TCN), trước khi lâm chung thì ông bỏ qua con trai là thái tử Dữ Di và nhường ngôi cho em mình là công tử Hòa - tức Tống Mục công.
Năm Mục công thứ 9 (720 TCN), Mục công lâm bệnh nặng, triệu tập Khổng Phụ Gia để ủy thác việc triều chính. Ông dặn dò Khổng Phụ Gia phò tá thái tử Dữ Di (con trai Tuyên công) kế vị ngôi vua, đồng thời ra lệnh cho con trai mình là công tử Phùng phải lưu vong sang nước Trịnh. Ngày 5 tháng 8 cùng năm, Mục công băng hà, Dữ Di chính thức đăng cơ, tức Tống Thương công. 

## Bị giết
Tống Thương công tại vị 10 năm mà phát động tới 11 cuộc chiến, khiến dân chúng khốn khổ. Kể từ khi Thương công lên ngôi, nước Tống ba lần tấn công nước Trịnh, mà Đại Tư Mã Khổng Phụ Gia chính là người chủ chiến. Sau khi Khổng Phụ Gia bị Trịnh Trang công đánh bại, thua trận trở về, lòng dân càng thêm oán hận. Thái tể Hoa Đốc (华督) thấy vợ Khổng Phụ Gia (người họ Ngụy) "xinh đẹp lộng lẫy", nên nảy lòng muốn chiếm đoạt và lập mưu giết Khổng Phụ Gia. Nhân dịp mùa xuân đang tổ chức chuyến đi săn, Hoa Đốc viện cớ "vì dân" mà giết Khổng Phụ Gia rồi cướp vợ ông. Người vợ trên đường bị giải đi đã tự vẫn để giữ trọn khí tiết. Tống Thương công nổi giận, Hoa Đốc liền giết luôn Thương công, đón công tử Phùng từ nước Trịnh về lập làm vua, tức Tống Trang công.
Việc Khổng Phụ Gia bị sát hại là sự kiện lớn liên quan đến gia tộc họ Khổng. Từ đó lấy chữ "Khổng" làm họ. Khổng Phụ Gia chỉ có một người con trai là Mộc Kim Phụ. Kim Phụ sinh Cao Di, Cao Di sinh Phòng Thúc. Vì sợ họ Hoa hãm hại, Phòng Thúc chạy sang nước Lỗ. Về sau Khổng thánh Trọng Ni (Khổng Tử) chính là cháu 6 đời của Khổng Phụ Gia được sinh ra tại nước Lỗ.

## Liên hệ với họ Khổng sau này
Có người cho rằng từ ông mới bắt đầu có họ "Khổng". Cách nói này sai lầm, do người đời sau này không phân biệt được "họ" (姓) và "thị" (氏). Cả Khổng Phụ Gia lẫn Khổng Tử đều không họ Khổng mà họ "Tử". "Khổng" không phải họ mà là thị của họ. Thời cổ, "thị" và "họ" khác nhau: "Họ" biểu thị "người mẹ sinh ra", vốn theo mẫu hệ. Đến thời Xuân Thu, "thị" dùng để phân biệt sang hèn, "họ" dùng để phân biệt hôn nhân. Với Khổng Phụ Gia, "Khổng" chỉ là tự (tên chữ), không phải họ hay thị kế thừa. Do tổ tiên ông thuộc dòng tông thất nước Tống, đến đời ông đã "năm đời hết thân" (ngũ thế thân tận), phải tách thành công tộc mới, không được dùng thị cũ nữa (có thuyết nói thị tổ tiên là "Công Tôn"). Vì vậy, nhánh Khổng Phụ Gia lấy tự của ông làm thị mới. Thời đó, cách gọi tên nam giới có thể dùng thị, tên hay tự không cố định. Sau Khổng Phụ Gia, vài đời sau như Mộc Kim Phụ, Kỳ Phụ, Phòng Thúc, Bá Hạ, Thúc Lương Hột đều không thêm thị vào tên. Việc thêm "Khổng" vào danh xưng bắt đầu từ thời Khổng Tử (đời thứ 6). Họ thật của Khổng Tử là "Tử" (đây là họ chứ không phải tôn xưng), tên Khâu, nhưng họ chỉ do nữ giới sử dụng nên ông không được gọi là "Tử Khâu" mà là "Khổng Khâu". Do danh tiếng Khổng Tử lẫy lừng, hậu thế tiếp tục cách "ghép thị vào tên" này như con trai là Khổng Lý, cháu Khổng Cấp, chắt Khổng Bạch... để thể hiện quan hệ huyết thống. Sau đó thời thế biến động, "thị" không còn phân sang hèn nữa, dần hòa lẫn "họ" và "thị". Đời sau không biết phân biệt nên "Khổng" mới bị coi là họ của con cháu Khổng Tử.

## Thế phả
|         |         |         |         |         |         |  |  | Tống Mẫn công  |          |          |          |          |          |  |  |
|         |         |         |         |         |         |  |  |                |          |          |          |          |          |  |  |
|         |         |         |         |         |         |  |  | Phất Phụ Hà    |          |          |          |          |          |  |  |
|         |         |         |         |         |         |  |  |                |          |          |          |          |          |  |  |
|         |         |         |         |         |         |  |  | Tống Phụ Chu   |          |          |          |          |          |  |  |
|         |         |         |         |         |         |  |  |                |          |          |          |          |          |  |  |
|         |         |         |         |         |         |  |  | Thế tử Thắng   |          |          |          |          |          |  |  |
|         |         |         |         |         |         |  |  |                |          |          |          |          |          |  |  |
|         |         |         |         |         |         |  |  | Chánh Khảo Phụ |          |          |          |          |          |  |  |
|         |         |         |         |         |         |  |  |                |          |          |          |          |          |  |  |
|         |         |         |         |         |         |  |  | Khổng Phụ Gia  |          |          |          |          |          |  |  |
|         |         |         |         |         |         |  |  |                |          |          |          |          |          |  |  |
|         |         |         |         |         |         |  |  | Mộc Kim Phụ    |          |          |          |          |          |  |  |
|         |         |         |         |         |         |  |  |                |          |          |          |          |          |  |  |
|         |         |         |         |         |         |  |  | Kỳ Phụ         |          |          |          |          |          |  |  |
|         |         |         |         |         |         |  |  |                |          |          |          |          |          |  |  |
|         |         |         |         |         |         |  |  | Phòng Thúc     |          |          |          |          |          |  |  |
|         |         |         |         |         |         |  |  |                |          |          |          |          |          |  |  |
|         |         |         |         |         |         |  |  | Bá Hạ          |          |          |          |          |          |  |  |
|         |         |         |         |         |         |  |  |                |          |          |          |          |          |  |  |
|         |         |         |         |         |         |  |  | Thúc Lương Hột |          |          |          |          |          |  |  |
|         |         |         |         |         |         |  |  |                |          |          |          |          |          |  |  |
|         |         |         |         |         |         |  |  |                |          |          |          |          |          |  |  |
| Mạnh Bì | Mạnh Bì | Mạnh Bì | Mạnh Bì | Mạnh Bì | Mạnh Bì |  |  | Khổng Tử       | Khổng Tử | Khổng Tử | Khổng Tử | Khổng Tử | Khổng Tử |  |  |